# Złota wolność

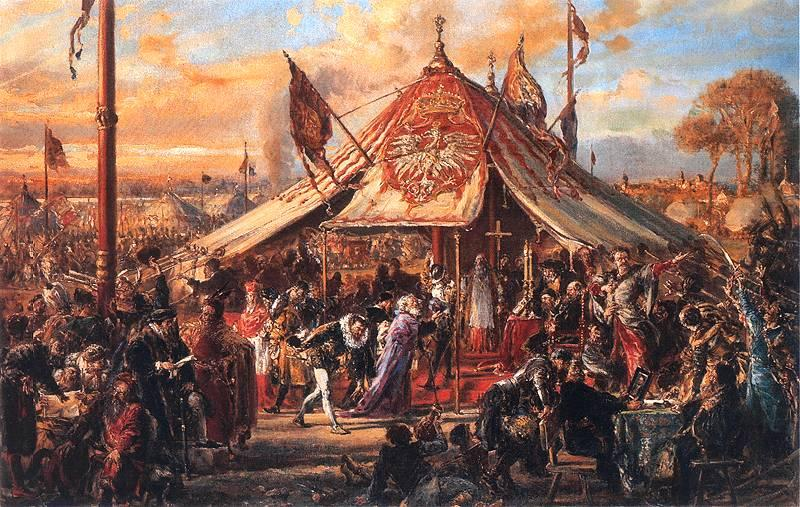
Potęga Rzeczypospolitej u zenitu. Złota wolność. Elekcja R.P. 1573. Jan Matejko

Złota wolność – określenie swobód i przywilejów, przysługujących szlachcie w Rzeczypospolitej Obojga Narodów. Ustrój ten czerpał w głównej mierze z filozofii Arystotelesa, religii katolickiej oraz praktyki Republiki Weneckiej. Nazwa spopularyzowana w 1597 roku.

## Historia

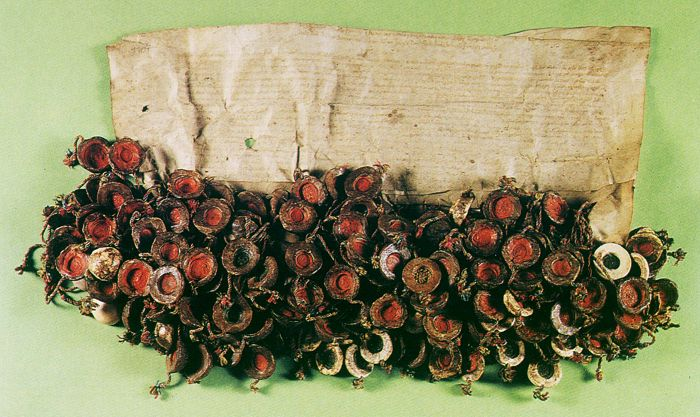
Akt Konfederacji warszawskiej 1573

Wieleć mamy swobód w tej naszej koronie

Cóż gdy się nie staramy i nie dbamy o nie

Przeważa prywatnych pożytków chciwości

Bardziej dbamy o włości, a nie o wolności

Słobody niż swobody głowę nam mozolą

Niż złotą wolność bardziej złoto wolą

Początek praw gwarantujących w Polsce i Litwie niespotykaną w ówczesnej Europie wolność szlachecką stanowiły także artykuły henrykowskie spisane na sejmie elekcyjnym 20 maja 1573 roku, a następnie przedstawione do podpisania Henrykowi Walezemu jako warunek objęcia tronu Rzeczypospolitej.
Swobody religijne i wolność wyznania gwarantował mieszkańcom Rzeczypospolitej Akt Konfederacji Warszawskiej z 28 stycznia 1573 roku. 
W obronie tych swobód szlachta mogła zwoływać konfederacje lub rokosze (prawo oporu).

## Podstawowe prawa i przywileje
- nietykalność osobista (Neminem captivabimus nisi iure victum)
- władza sejmu (Nihil novi nisi commune consensu)
- wolność wyznawanej religii (Konfederacja warszawska)
- nietykalność majątkowa (Przywilej czerwiński)
- liberum veto
- wolna elekcja viritim
- wolność podatkowa[6]
- równość stanu szlacheckiego[7][8]